# Nabolé (Diagourou)
Nabolé (auch: Naboulé) ist ein Dorf in der Landgemeinde Diagourou in Niger.

## Geographie
Das von einem traditionellen Ortsvorsteher (chef traditionnel) geleitete Dorf befindet sich rund 47 Kilometer östlich des Hauptorts Diagourou der gleichnamigen Landgemeinde, die zum Departement Téra in der Region Tillabéri gehört. Zu den Siedlungen in der näheren Umgebung von Nabolé zählen Garbougna, Koulbaga und Kossogo im Nordwesten, Dargol im Norden, Bangou Tara im Osten, Guériel im Südosten sowie Gabikane im Südwesten.
Nabolé ist Teil der Übergangszone zwischen Sahel und Sudan. Die durchschnittliche jährliche Niederschlagsmenge beträgt hier zwischen 400 und 500 mm. Beim Dorf erstreckt sich ein permanenter Teich, die Mare de Nabolé, die auch als Terbi Nigui bezeichnet wird.

## Geschichte
Der Ortsname Nabolé kommt aus der Sprache Gourmanchéma: Nwa Bolé bedeutet „Tiergehege, die verlegt wurden“. Das alte Fulbe-Dorf unterstand früher den Songhai von Bangou Tara. Während der französischen Kolonialzeit wollte sich das Dorf aus der Abhängigkeit von Bangou Tara lösen und wurde der Verwaltung des Fulbe-Orts Diagourou unterstellt.
Das Eindringen bewaffneter Gruppen in die Grenzregion zu Burkina Faso sorgte ab 2020 für eine schlechte Sicherheitslage. Die islamistischen Gruppen verübten Mordanschläge, stahlen Vieh, hoben die Zakāt ein und zwangen Frauen zum Tragen des Hidschāb. Infolgedessen flüchteten am 14. und 17. April 2021 mehrere Dutzend Haushalte aus Nabolé, Yalalé, Waraw und weiteren Siedlungen in der Gegend unter anderem in den Departementshauptort Gothèye. Attacken bewaffneter Gruppen auf mehrere Dörfer lösten im Februar 2022 eine weitere Fluchtbewegung von über 2000 Menschen aus Nabolé und 14 weiteren Siedlungen in der Gegend in den Departementshauptort Gothèye aus.

## Bevölkerung
Bei der Volkszählung 2012 hatte Nabolé 522 Einwohner, die in 73 Haushalten lebten. Bei der Volkszählung 2001 betrug die Einwohnerzahl 2722 in 326 Haushalten und bei der Volkszählung 1988 belief sich die Einwohnerzahl auf 2117 in 306 Haushalten.

## Wirtschaft und Infrastruktur
Im Dorf wird ein Wochenmarkt abgehalten. Der Markttag ist Donnerstag. Am Teich Mare de Nabolé wird das ganze Jahr über auf einfache, traditionelle Weise Fischerei betrieben. Es gibt einen eigenen Verband von Fischern namens Lingou. Der Fischfang dient überwiegend dem Eigenkonsum und zu einem kleineren Teil dem Verkauf in frischer, gesalzener oder geräucherter Form. Rund um den Teich wird Bewässerungsfeldwirtschaft praktiziert, die in der Gegend sonst nicht üblich ist. Seine Nutzung ist zwischen Gemüsebauern und Viehzüchtern umstritten. Es werden vor allem Zwiebeln, Bohnen und Erdnüsse, ferner Tomaten, Paprika, Auberginen und Kartoffeln angebaut. In der Regenzeit ist der Zugang zum Teich nicht möglich. Zu den weiteren wirtschaftlichen Aktivitäten in Nabolé zählen das Holz- und Strohsammeln, die Jagd, die Ziegelherstellung und die Bewirtschaftung von Steinbrüchen.
Es gibt eine Schule im Dorf. Das nigrische Unterrichtsministerium richtete 1996 gemeinsam mit dem Welternährungsprogramm der Vereinten Nationen zahlreiche Schulkantinen in von Ernährungsunsicherheit betroffenen Zonen ein, darunter eine für Nomadenkinder in Nabolé.